# И то ће проћи
И то ће проћи или Ослобађање Исидора К. је југословенски филм из 1985. године. Режирао га је Ненад Диздаревић, по мотивима приповетке Иве Андрића „Зеко“. Сценарио је адаптирао Абдулах Сидран.

## Радња
Довршен је радни век Исидора Катанића званог Зеко - његов радни век је био испуњен искључиво калиграфским исписивањем повеља, диплома и других докумената.
Код куће стање није нимало утешно: горопадна супруга која у свему води главну и одлучујућу реч са сином, ленштином и готованом, којег је довела у брак са Зеком.
Отуда Зекине резигниране шетње београдским улицама и околином. Али за Зеку и остале долази неко ново време.
Немачке трупе упадају у Пољску, убрзо иза тога је бомбардован Београд , а за неколико дана, готово без отпора, окупирана је Југославија.

## Улоге
| Глумац                  | Улога                            |
| ----------------------- | -------------------------------- |
| Фабијан Шоваговић       | Исидор Катанић „Зеко“            |
| Оливера Марковић        | Маргита Катанић                  |
| Бата Живојиновић        | Капетан Мика                     |
| Бранко Видаковић        | Синиша                           |
| Богдан Диклић           | Михајло „Мишел“                  |
| Милан Пузић             | Пашеног Јанко                    |
| Нада Касапић            | Марија                           |
| Душан Јанићијевић       | Милан                            |
| Бранко Цвејић           | Јанко Ђорђевић „Карло“           |
| Жика Миленковић         | Газда Станко                     |
| Божидар Павићевић Лонга | Агент полиције                   |
| Сенад Башић             | Филип                            |
| Радмила Живковић        | Служавка                         |
| Славко Штимац           | Момак са фотоапаратом            |
| Јадранка Селец          | Девојка од момка са фотоапаратом |
| Наташа Иванчевић        | Јелица                           |
| Наташа Чуљковић         | Даница                           |
| Марица Вулетић          | Милица                           |
| Богољуб Петровић        | Службеник                        |
| Предраг Милинковић      | Кочијаш                          |
| Данило Лазовић          | Човек из кафане                  |
| Рамиз Секић             | Лопов у команди                  |
| Хајнц Нојбахер          | Немачки официр                   |
| Сабрина Садиковић       |                                  |
| Ратомир Пешић           |                                  |
| Иван Јонаш              |                                  |